# Halina Gutsche
Halina Gutsche, także Halina Gutsche-Siewierska (ur. 14 lutego 1928 w Poznaniu, zm. 25 czerwca 2011) – polska ilustratorka.

## Życiorys
Urodziła się 14 lutego 1928 w Poznaniu. Jej ojcem był prawnik i publicysta Jerzy Gutsche, a matka malarką, absolwentką Akademii Sztuk Pięknych w Dreźnie. Podczas II wojny światowej oficjalnie uczęszczała do szkoły krawieckiej, jednocześnie biorąc udział w tajnym nauczaniu. Wstąpiła również do Armii Krajowej, gdzie zajmowała się kolportażem prasy podziemnej.
Po wojnie rozpoczęła studia w Wyższej Szkole Sztuk Plastycznych w Poznaniu, po czym przeniosła się na Akademię Sztuk Pięknych w Warszawie, gdzie ukończyła grafikę.
Tworzyła ilustracje dla licznych wydawnictw i magazynów, projektowała także okładki, kalendarze, pocztówki oraz portrety. Jej specjalnością były ilustracje dla dzieci. Pracowała m.in. w redakcji czasopisma „Miś”. W latach 1955–1962 była kierownikiem artystycznym „Płomyka”, a w latach 1962–1968 pełniła tę funkcję w redakcji „Polski”. Jej prace ukazywały się również m.in. w „Perspektywach”, „Świecie Mody” czy w „Światowidzie”. Jej charakterystyczne ilustracje cechuje uproszczenie kształtów i płaski, intensywny kolor, formą nawiązując do wczesnoszkolnych prac plastycznych takich jak wycinanki. Postaci u Gutsche-Siewierskiej przypominają zabawki czy lalki.
Wyszła za mąż za inżyniera elektryka Andrzeja Siewierskiego; małżeństwo miało jedną córkę.
Zmarła 25 czerwca 2011 roku. Została pochowana w grobie rodzinnym na Powązkach.

## Wybrane publikacje
- 1953: Wiórki, Hanna Januszewska[4]
- 1963: Plastusiowo, Maria Kownacka[6]
- 1963: Lato czarodziej, Barbara Lewandowska[7]
- 1969: Wesoła menażeria, Maria Terlikowska[4]
- 1971: Idą, idą zające, Jerzy Kierst[4]
- 1972: Nasza ziemia i słońce, Czesław Janczarski[8]
- 1974: Kasia, Wiera Badalska[4]
- 1975: Przygoda piłki, oprac. Maria Dunin-Wąsowicz[4]
- 1976: Gospodarstwo Ani i Gosi, Anna Kozerska[4]